# تیم دوچرخه‌سواری فوناک
تیم دوچرخه‌سواری فوناک (انگلیسی: Phonak) یک تیم دوچرخه‌سواری در کشور سوئیس بوده.
این تیم در سال ۲۰۰۰ تأسیس و در سال ۲۰۰۶ منحل شده‌است.

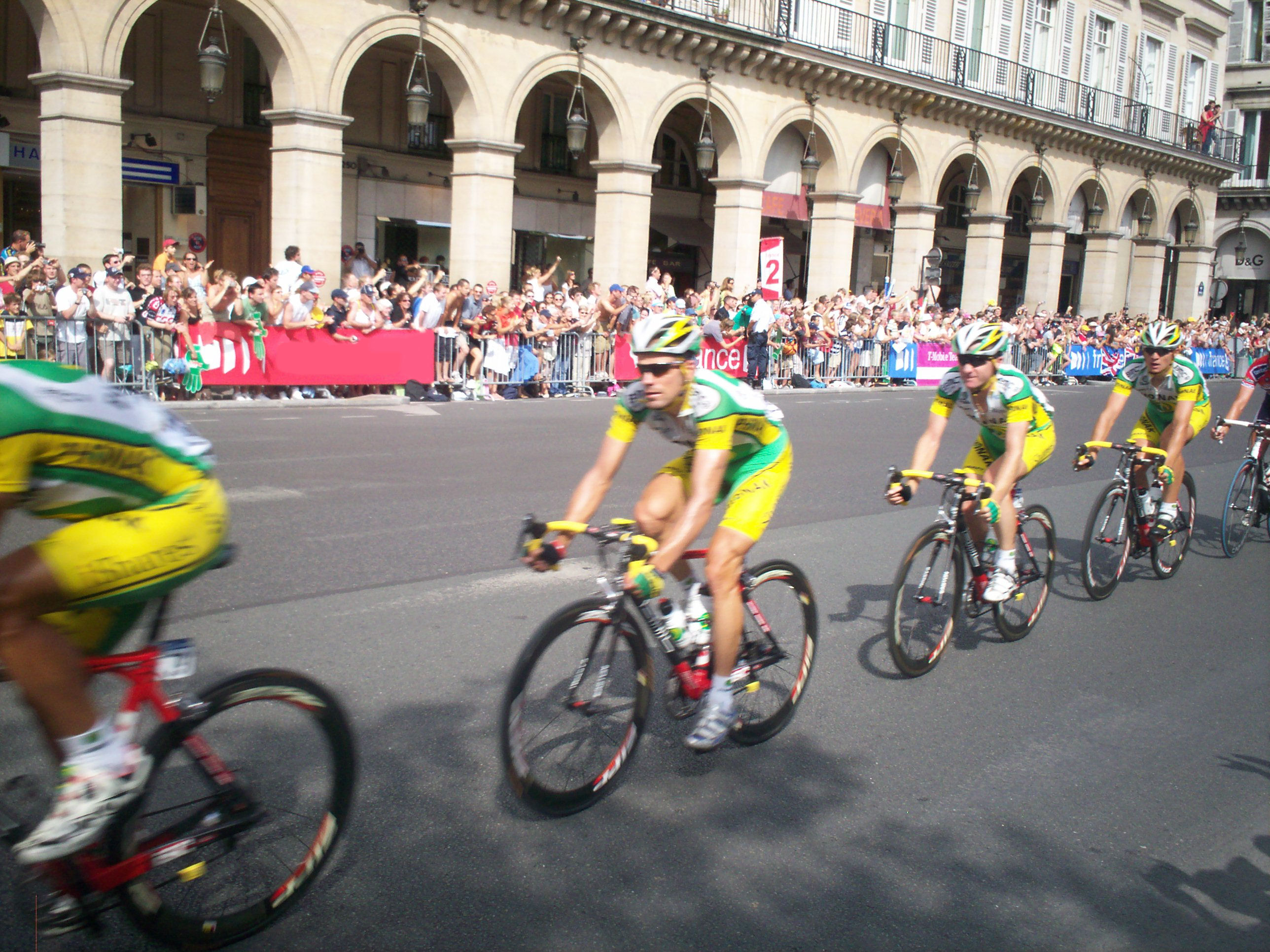